# Општина Трновска Вас
Општина Трновска Вас (словен. Trnovska vas) је једна од општина Подравске регије у држави Словенији. Седиште општине је истоимено насеље Трновска Вас.

## Природне одлике
Рељеф: Општина Трновска Вас налази се у североисточном делу Словеније, у словеначком делу Штајерске. Подручје општине припада области средишњих Словенских Горица, брдском крају познатом по виноградарству и справљању вина.
Клима: У општини влада умерено континентална клима.
Воде: Најзначајнији водоток у општини је речица Песница, притока Драве. Сви остали водотоци су мали и притоке су ове речице.

## Становништво
Општина Трновска Вас је средње густо насељена.

## Насеља општине
| - Биш - Бишечки Врх - Лочич - Совјак - Трновска Вас - Трновски Врх - Чрмља |

## Додатно погледати
- Трновска Вас